# Roberto Janet
Roberto Janet Durruty, né le 29 août 1986 à Santiago de Cuba, est un athlète cubain, spécialiste du lancer de marteau. 

## Biographie
En 2005, il prend la 2e place des championnats panaméricains juniors.
En catégorie senior, il remporte son premier titre international en 2009, lors des championnats d'Amérique centrale et des Caraïbes. Il récidive deux ans plus tard à Mayagüez.
En 2010 il bat l'Argentin Juan Ignacio Cerra et le Brésilien Wagner Domingos pour le titre aux championnats ibéro-américains. Il représente les Amériques lors de la 1re Coupe continentale
En 2012 il améliore son meilleur lancer en réalisant 77,08 m à La Havane et remporte les championnats nationaux. Il conserve son titre aux championnats ibéro-américains et participe aux Jeux olympiques, où il se fait éliminer en qualifications. 
Il remporte le titre du marteau lors des Jeux d'Amérique centrale et des Caraïbes de 2014 au Mexique, puis lors des Championnats NACAC 2015 à San José (Costa Rica), avec le record des championnats.
Le 28 mai 2015, il bat le record de Cuba que détenait Alberto Sánchez depuis 1998, grâce à un lancer à 78,02 m, lors du mémorial Barrientos de La Havane.

## Palmarès
| Date | Compétition                                      | Lieu         | Résultat | Épreuve | Marque  |
| ---- | ------------------------------------------------ | ------------ | -------- | ------- | ------- |
| 2009 | Championnats d'Amérique centrale et des Caraïbes | La Havane    | 1er      | Marteau | 73,80 m |
| 2010 | Championnats ibéro-américains                    | San Fernando | 1er      | Marteau | 73,82 m |
| 2011 | Championnats d'Amérique centrale et des Caraïbes | Mayagüez     | 1er      | Marteau | 71,65 m |
| 2012 | Championnats ibéro-américains                    | Barquisimeto | 1er      | Marteau | 72,74 m |
| 2014 | Jeux d'Amérique centrale et des Caraïbes         | Xalapa       | 1er      | Marteau | 74,11 m |
| 2015 | Championnats NACAC                               | San José     | 1er      | Marteau | 72,72 m |
| 2015 | Jeux panaméricains                               | Toronto      | 2e       | Marteau | 74,78 m |
| 2018 | Jeux d'Amérique centrale et des Caraïbes         | Barranquilla | 3e       | Marteau | 73,11 m |
| 2019 | Jeux panaméricains                               | Lima         | 7e       | Marteau | 71,93 m |

## Records
| Épreuve | Marque       | Lieu      | Date        |
| ------- | ------------ | --------- | ----------- |
| Marteau | 78,02 m (NR) | La Havane | 28 mai 2015 |